# Félix Padín
Félix Padín Gallo (Bilbao, 9 de julio de 1916 - Miranda de Ebro, 7 de octubre de 2014) fue un destacado anarcosindicalista español, teniente de los batallones Isaac Puente y Durruti de la Confederación Nacional del Trabajo del País Vasco durante la Guerra civil.

## Biografía
Miembro de una familia numerosa y empobrecida, pasó hambre. Con 12 años empezó a trabajar en una tienda de ultramarinos y tres años después en la construcción, su definitiva profesión. Cuando tenía 14 años se afilió al sindicato de sus hermanos, la Confederación Nacional del Trabajo (CNT), y luego a las Juventudes Libertarias (JJLL). Formó parte de un grupo de acción con Porfirio Ruiz, Alberto Lucarini y Severiano Montes. Fue muy activo en aspectos culturales, de propaganda, en huelgas y sabotajes, en aprovisionamiento de armas y de dinamita - que acabaron empleándose en julio de 1936 -, etc. Fue vocal del Sindicato de la Construcción cenetista, encargado de la prensa en las Juventudes Libertarias y, en 1935, uno de los responsables de propaganda del Comité Regional de la CNT. En octubre de 1934 fue detenido por los hechos revolucionarios de ese año. 
Cuando estalló la sublevación militar, luchó como sargento y teniente en los batallones "Isaac Puente" y "Durruti" hasta que cayó prisionero el 16 de junio de 1937 entre Urbi (Basauri) y Arrigorriaga (Vizcaya). Estuvo entre 1937 y 1939 encerrado en cárceles (Arrigorriaga, Galdácano y Vitoria), en el campo de concentración de Miranda de Ebro y en batallones disciplinarios (Guadalajara, Elizondo y Peñaranda de Bracamonte). En junio de 1939 fue puesto en libertad y regresó a Bilbao, pero un mes después volvió a Miranda de Ebro y a otro batallón disciplinario por otros tres años. Fue detenido en mayo de 1947 por participar en la famosa huelga de Bilbao de ese año. Buscando trabajo, en 1954 se estableció en Miranda de Ebro. Una vez muerto Franco, reactivó su militancia, convirtiéndose en el alma de la CNT local. En estos años fue asiduo en manifestaciones y en reuniones anarquistas y confederales. En 1990 fue observador en el Congreso de Bilbao y tres años después participó en el Certamen Anarquista Mundial (CAM) de Barcelona. En 1993 asistió como delegado de la Regional Norte en el Pleno Nacional de Regionales de Barcelona. En 1996 fue delegado al Congreso de CNT y a las Conferencias Nacionales de 1993 y 2000.

## Homenajes
En 2002 fue homenajeado en Miranda de Ebro. El 18 de junio de 2006 recibió en Archanda (Bilbao), junto a otros compañeros de las milicias confederales vascas así como de milicianos y gudaris de otras ideologías, un homenaje oficial de las instituciones vascas (Gobierno Vasco, Diputación Foral de Vizcaya y Ayuntamiento de Bilbao). Participó como testigo en los documentales sobre los campos de concentración franquistas Rejas en la memoria (2004), de Manuel Palacios, y Desafectos. Esclavos de Franco en el Pirineo (2007).